# Michałkowice
Michałkowice (śl. Michołkowice, niem. Michalkowitz) – dzielnica miasta Siemianowice Śląskie o charakterze mieszkaniowo-przemysłowo-rolniczym. Znajduje się na północno-zachodnich obrzeżach miasta. Zajmuje powierzchnię 545,5 ha, zamieszkuje ją 15532 mieszkańców (stan na 2001 rok), a gęstość zaludnienia wynosiła wówczas 2847 osób/km².

## Historia

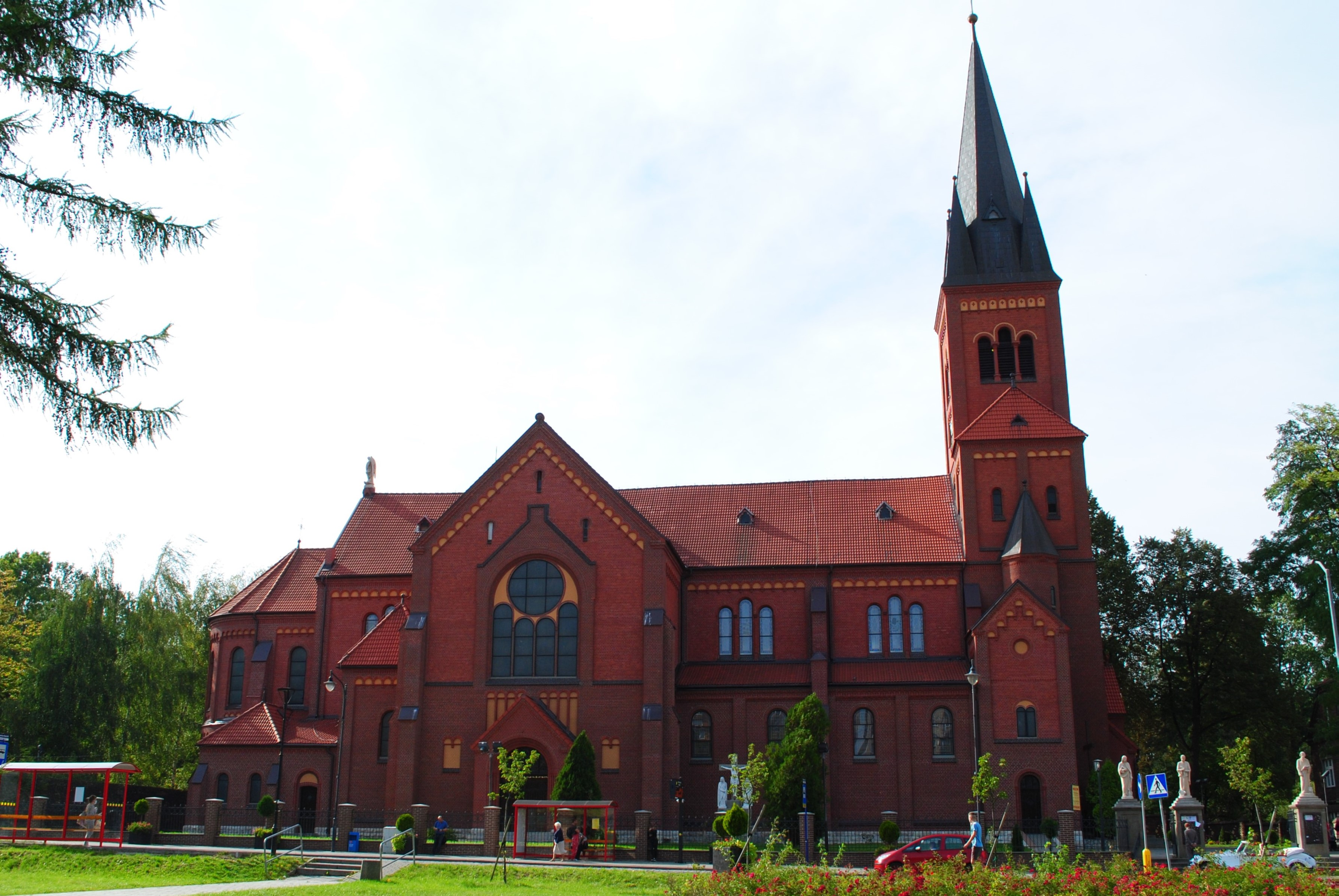
Kościół św. Michała Archanioła przy ul. Kościelnej

Michałkowice to jedna z najstarszych dzielnic Siemianowic Śląskich. Początkowo oddzielna osada położona podobnie jak pobliskie Maciejkowice na terenie Piastowskiego Księstwa Bytomskiego na południe od rozległych pól Rozbarku (obecnie dzielnicy Bytomia) i Dąbrówki Wielkiej wymienionych już w XII-wiecznych Kronikach Nestora jako dostawca srebra i koni dla władcy Waregów (Rusów) Światosława I i w Bulli gnieźnieńskiej jako dostawca srebra dla władz kościelnych i królewskich.
Na terenie Michałkowic znajduje się również jedna z najstarszych parafii rzymskokatolickich na Górnym Śląsku, założenie której wiąże się z wizytą Jacka Odrowąża w tym rejonie. Z niej wyodrębniły się między innymi parafie: Siemianowice, Bańgów, Przełajka, Maciejkowice, Józefowiec, Bytków.

### Nazwa
Nazwa jest patronimiczną nazwą wywodzącą się od polskiej formy męskiego pochodzenia biblijnego - Michała i pochodziła od założyciela wsi lub jej patrona. Heinrich Adamy w swoim dziele o nazwach miejscowych na Śląsku wydanym w 1888 roku we Wrocławiu jako starszą od niemieckiej wymienia obecną polską formę nazwy - Michałkowice podając jej znaczenie "Dorf des St. Michael" - "Wieś św. Michała" co zostało uwidocznione w herbie. Według legendy Michał był kiedyś właścicielem tej osady. Głosi ona, że Michał wraz z dwoma swoimi braćmi, Siemionem i Maciejem, był rybakiem. W czasie, gdy Górny Śląsk należał do Królestwa Prus i Rzeszy Niemieckiej Michałkowice nosiły nazwę Michalkowitz.

### Kalendarium
- 1274 – pierwsza niepotwierdzona w innych źródłach wzmianka o parafii w Michałkowicach
- 1290-1310 – przypuszczalne założenie parafii i zbudowanie pierwszego kościoła w Michałkowicach
- 1326 – w dokumencie kolektora papieskiego Andrzeja z Verolo mowa jest o opuszczonym kościele we wsi Michałkowice, co wskazuje, że istniał już znacznie wcześniej, a Michałkowice już wtedy były wsią parafialną, jedną z najstarszych w kasztelanii bytomskiej
- 1402 – Maciej Wrochlik z Bytkowa funduje drugi kościół parafialny w Michałkowicach
- 1421 – powstanie pierwszej w Siemianowicach szkoły przy kościele i parafii w Michałkowicach
- 1520 – w ciągu XVI wieku, aż do wyczerpania złóż, górnictwo kruszcowe na terenie dominalnym Michałkowic
- 1651 – podział terenów Michałkowic na trzech braci Mieroszewskich i późniejsza częściowa wyprzedaż ziemi przez Rheinbabenów powoduje odłączenie części Michałkowic w rejonie dzisiejszych Sadzawek. Odcięta ziemia nazwana później została Michałkowice II
- 1786 – zbudowanie murowanego kościoła w Michałkowicach, konsekrowanego 21 października 1787 r.

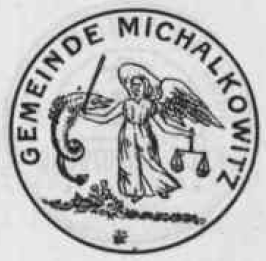
Przedwojenna pieczęć dawnej gminy Michałkowice

- 1803 – założenie przez Rheinbabenów na polach "Michałkowic II" kopalni "Fanny"
- 1845 – budowa cynkowni, huty "Teresa" na gruntach "Michałkowice II"
- 1853 – początek budowy wąskotorowej kolei przemysłowej biegnącej z Bytomia-Karbia przez Michałkowice do Katowic-Bogucic
- 1856 – powiększenie przez ks. Antoniego Stabika fary św. Michała Archanioła (dostawienie trzech kaplic) oraz założenie obecnego cmentarza
- 1870 – powstanie kopalni "Chassee" na terenie dóbr "Michałkowice II"
- 1882 – powstanie biblioteki Towarzystwa Czytelni Ludowych w Michałkowicach
- 1887 – na terenie Michałkowic uruchomienie kopalni "Max"
- 1902-1904 – na miejscu XVIII-wiecznej, barokowej świątyni pw. Św. Michała Archanioła wzniesienie w Michałkowicach neoromańskiego kościoła pod tym samym wezwaniem
- 1910 – Konsekracja kościoła pw. Św. Michała Archanioła przez kardynała Georga Koppa
- 1920 – utworzono Towarzystwo Gimnastyczne „Sokół” w Michałkowicach regionalne gniazdo najstarszej polskiej organizacji sportowej Polskiego Towarzystwa Gimnastycznego „Sokół”. Działalność rozpoczęło 22 lutego i pod koniec roku liczyło 111 członków w tym 46 kobiet i 30 młodzieży. Prezesem organizacji był Józef Białas, naczelnikiem Wojciech Kocot, a potem Franciszek Sobota[3].

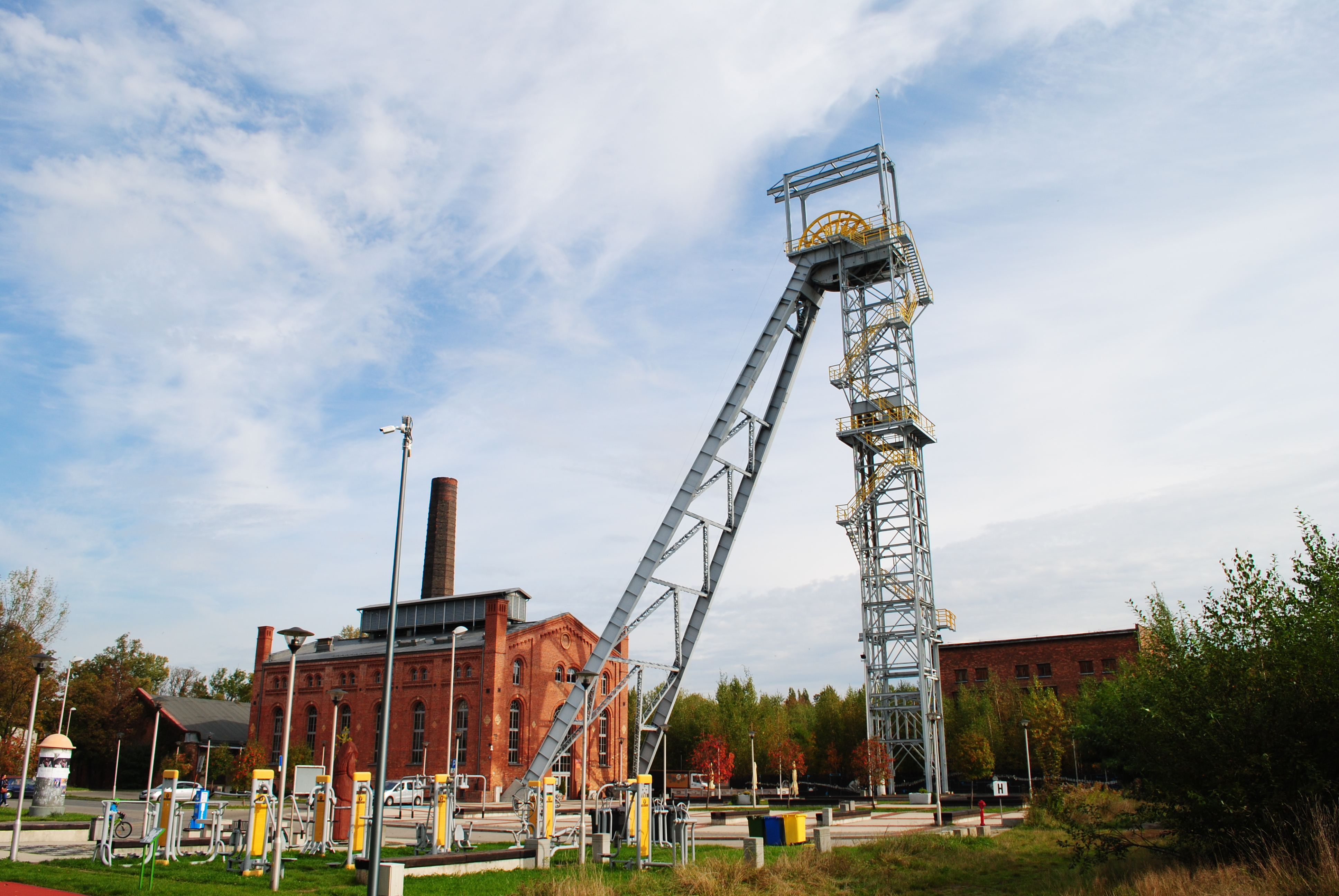
Park Tradycji w miejscu byłej kopalni Michał przy ul. Elizy Orzeszkowej

- 1936 – przemianowanie kopalni "Max" na "Michał"
- 1939 – w nocy z 31 sierpnia na 1 września na kopalni "Michał" początek II wojny światowej. Dywersyjny oddział Freikorps Ebbinghaus zajmuje teren kopalni i zostaje wyparty dopiero po ciężkich walkach przez pododdział Wojska Polskiego oraz miejscowych dawnych powstańców śląskich i harcerzy.
- 1951 – włączenie gminy Michałkowice (z dzielnicą Bytków) do powstającego powiatu miejskiego Siemianowice Śląskie
- 1961 - powstanie pierwszego Zakładu Przeróbczego Haldex przy KWK "Michał"
- 1970 - założenie grupy muzycznej SBB
- 1972 – połączenie KWK "Michał" i KWK "Siemianowice"
- 1994 – uroczyste pożegnanie KWK "Michał"
- 1998 – likwidacja KWK "Michał"
- 2012 – Otwarcie "Parku Tradycji" w miejscu byłej kopalni "Michał"

## Architektura i urbanistyka

### Osiedla
- Osiedle Przyjaźni
- Osiedle Fabud

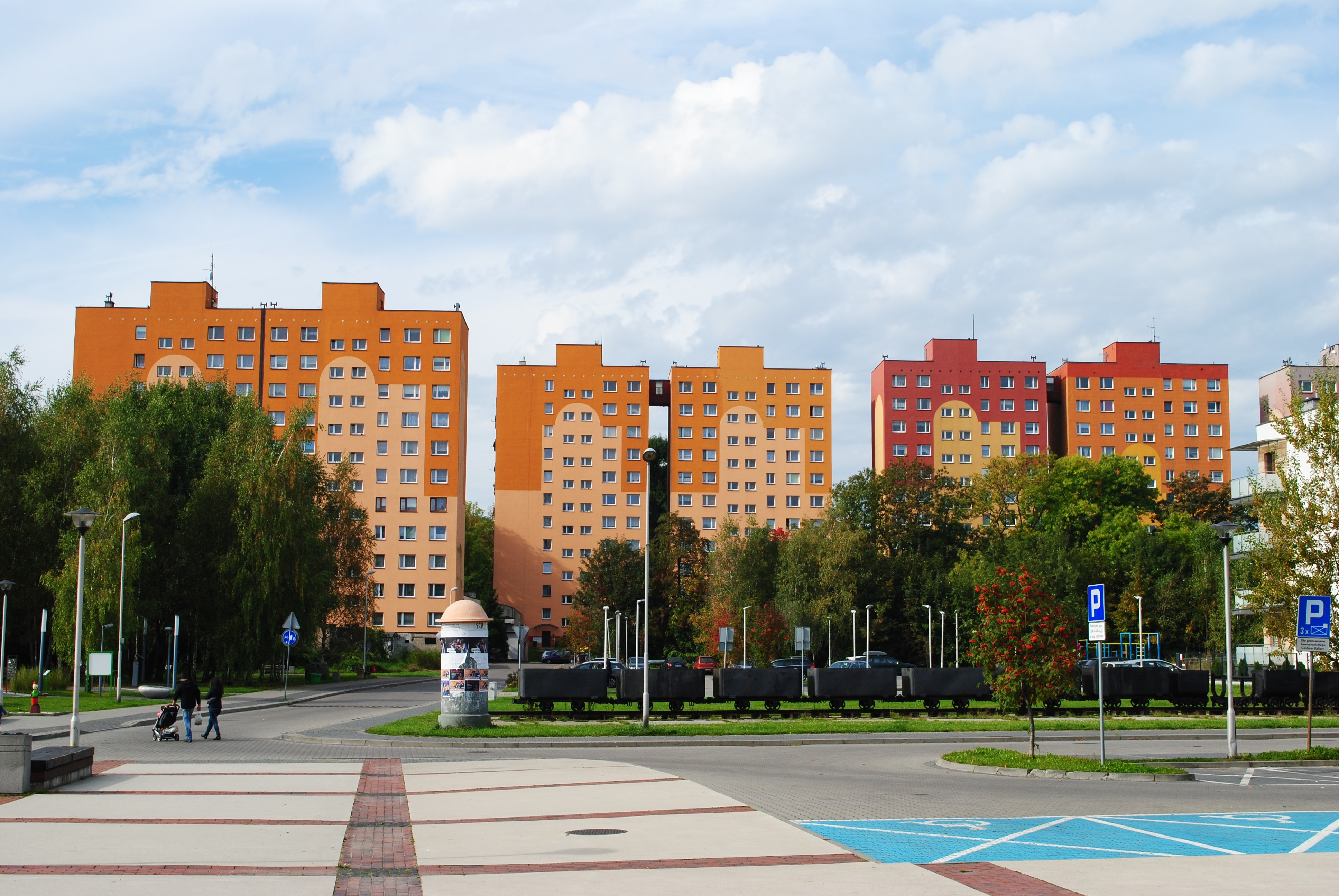
Osiedle przy ul. Bohaterów Września

- Osiedle Bohaterów Września (pot. "Pegeery")
- Osiedle Robotnicze (pot. "osiedle za kościołem", daw. "osiedle im. A. Zawadzkiego")
- Maroko (zachodnia część Osiedla Robotniczego składająca się z kilkudziesięciu dwurodzinnych domków mieszkaniowych, z począktów XX w.)
- Osiedle im. Witolda Budryka (pot. Falklandy, Faki)
- Osiedle przy ul. Bytomskiej
- Osiedle Basztowe

### Zabytki

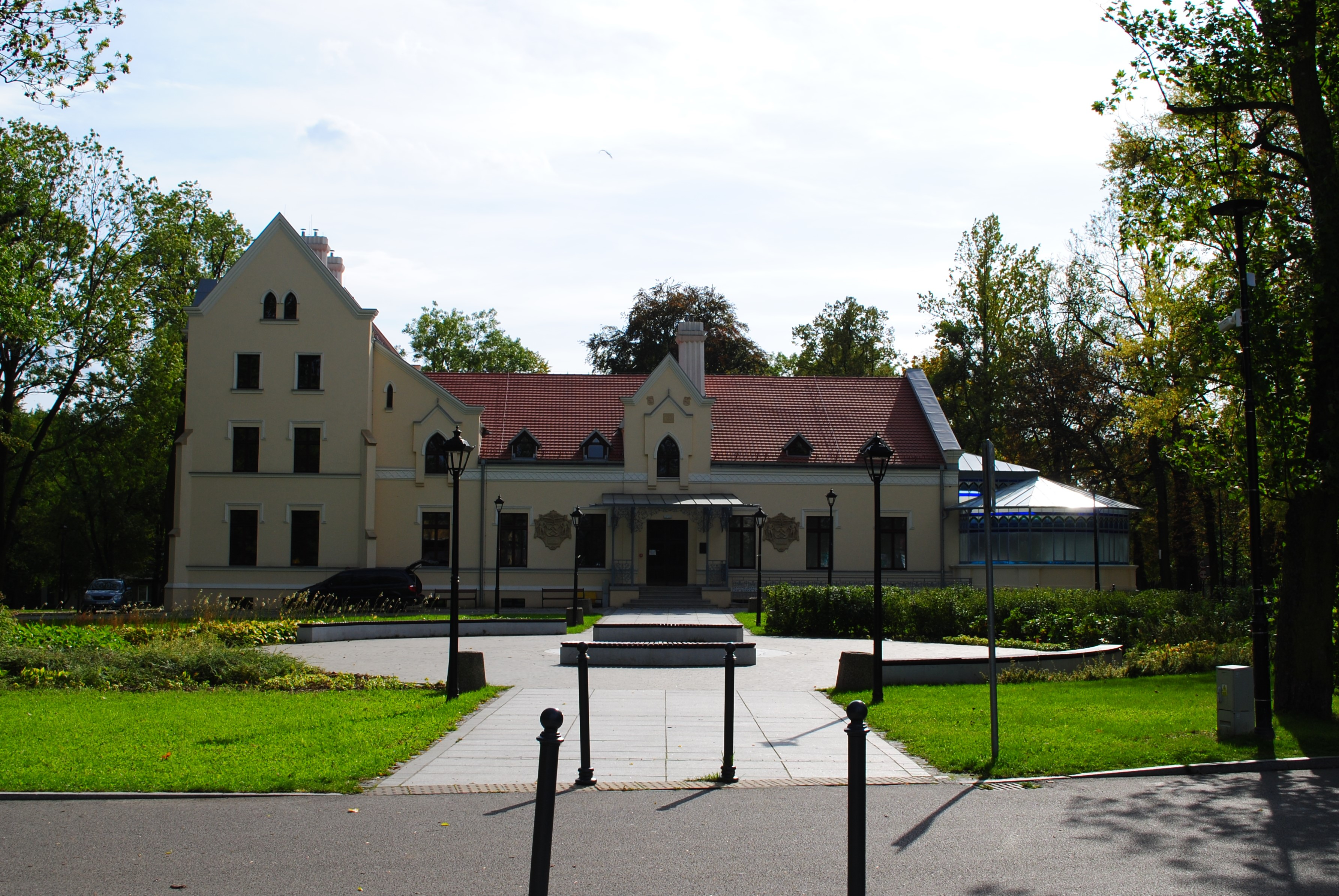
Pałac Rheinbabenów w parku Górnik (widok od strony Plant)

- Kościół pw. św. Michała Archanioła – wybudowany w latach 1902-1904,
- Zabytkowy zespół zabudowań i terenów parafialnych
- Pałac Rheinbabenów zwany Zameczkiem w Parku Górnik
- Dom leśniczego i ogrodnika w Michałkowicach z 1906 roku w Parku Górnik
- Dom Pomocy Społecznej (dawne Maximilianeum) z początków XX wieku (dzisiejszy CARITAS)
- Stary cmentarz przy ul. Maciejkowickiej
- Zabudowania dawnej kopalni "Michał" - szyb Krystyn
- Budynek dawnego magistratu przy ul. Krakowskiej (obecnie kamienica mieszkalna)
- Niektóre zabudowania ul. Kościelnej

### Krzyże i kapliczki
- krzyż przy ul. Żeromskiego
- krzyż przy ul. Tarnogórskiej

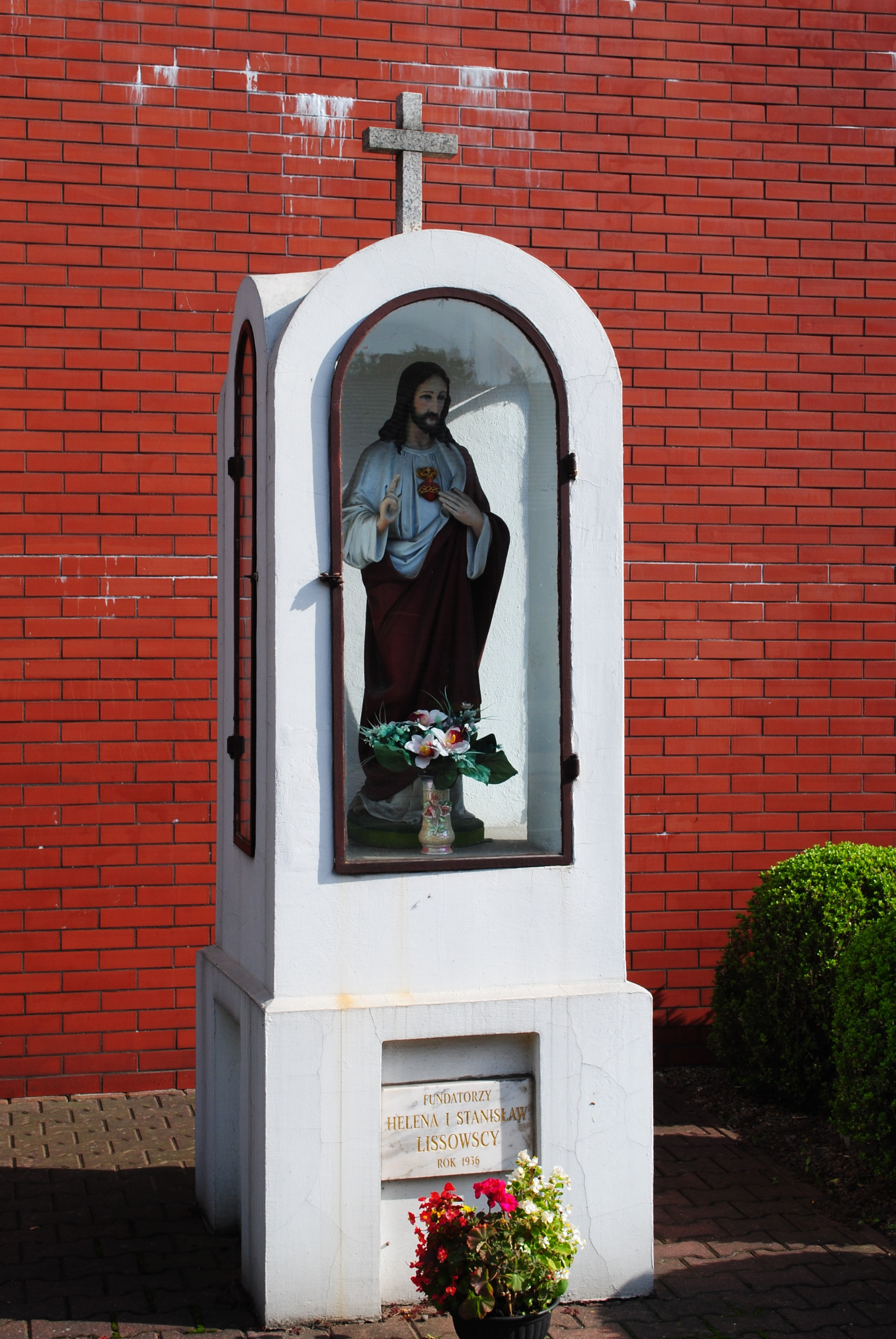
Kaplica przy ul. Kościelnej

- krzyż przy ul. Harcerskiej (dawniej ul. Jana Hadamika)
- Grupa Ukrzyżowania przy kościele św. Michała Archanioła
- kaplica przy ul. E. Orzeszkowej
- kaplica przy ul. Kościelnej
- kaplica przy ul. S. Żeromskiego
- kaplica Rheinbabenów na cmentarzu michałkowickim (ulica Michałkowicka)
- kaplica "Jezus w ogrójcu" przy drodze na cmentarz

### Pomniki
- obelisk przy ul. E. Orzeszkowej
- tablica pamiątkowa na os. Obrońców Kopalni "Michał"
- tablica upamiętniająca ofiary II wojny światowej w kościele św. Michała Archanioła
- tablice pamiątkowe upamiętniające ważne rocznice w kościele św. Michała Archanioła

### Obiekty przyrodnicze
- Park Górnik
- Michałkowicka Kępa
- Park Ludowy w Michałkowicach

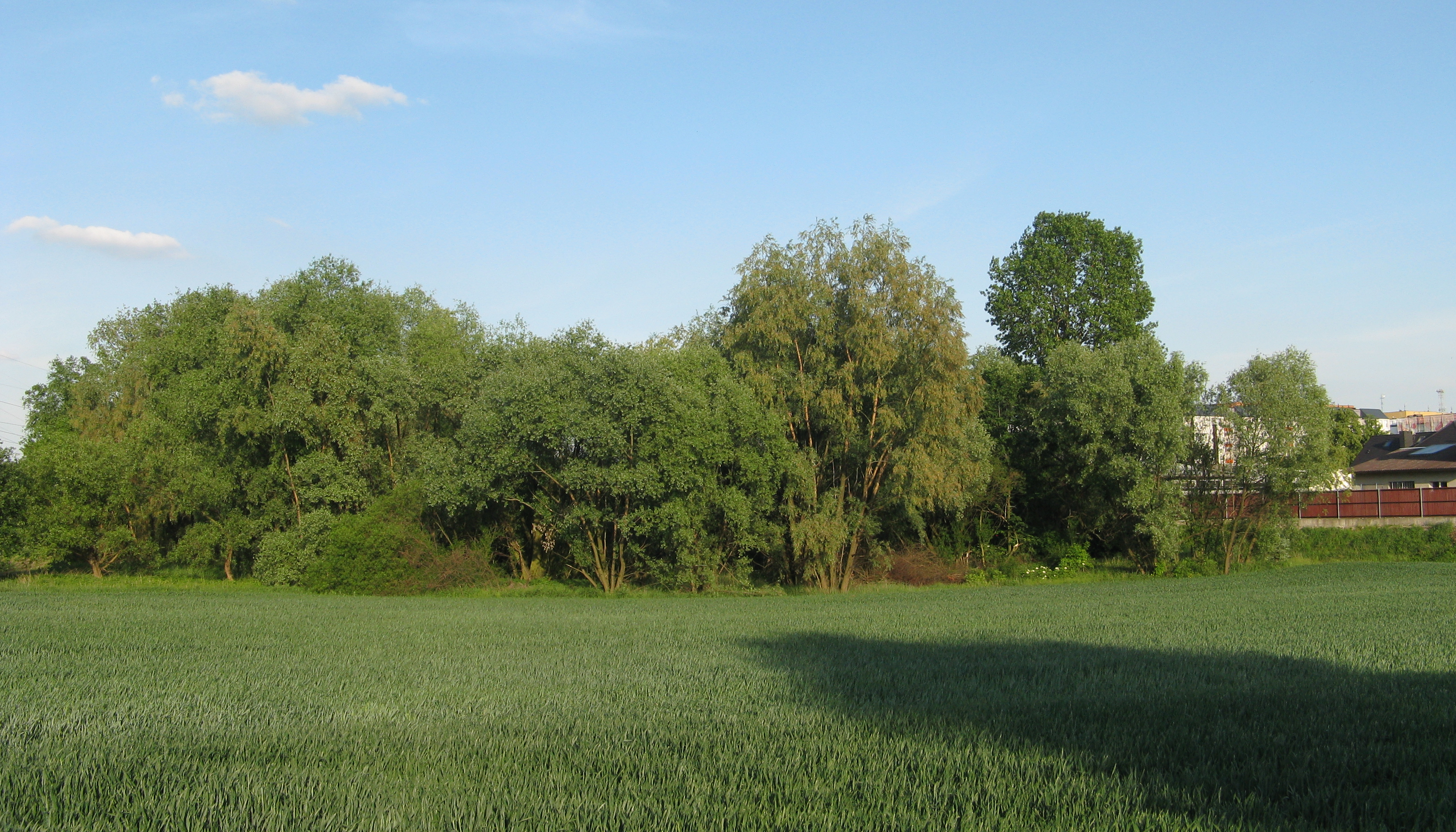
Użytek ekologiczny Michałkowicka Kępa

- Lasek na hałdzie przy torach kolejowych

## Gospodarka
- Fabud
- Kotłomontaż

## Komunikacja i transport

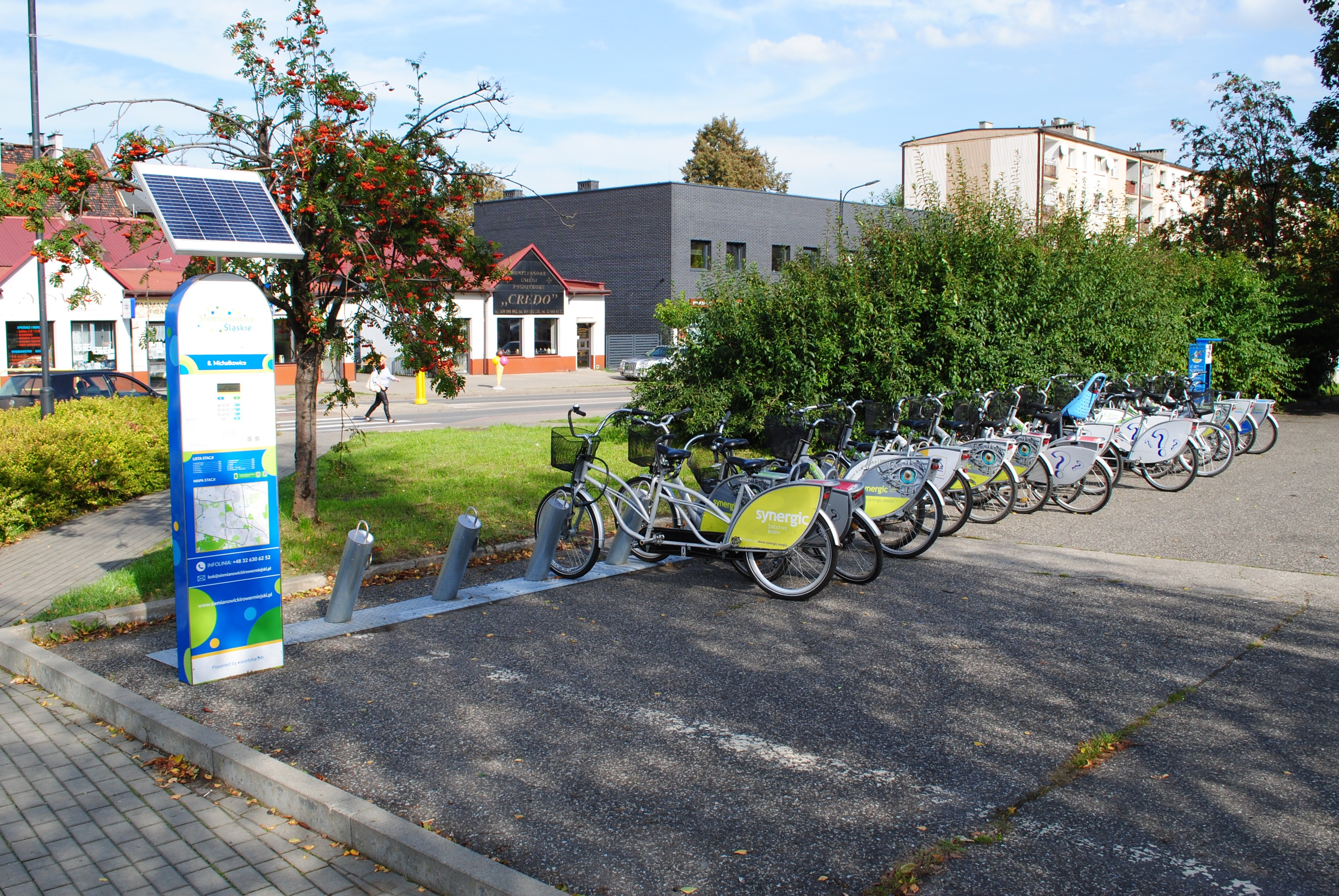
Stacja Siemianowickiego Roweru Miejskiego przy ul. Elizy Orzeszkowej

### Transport kolejowy
Przez Michałkowice przebiegają bądź przebiegały następujące linie kolejowe:
- Linia kolejowa nr 161 Katowice Szopienice Płn. – Chorzów Stary (na granicy z Bytkowem, czynna); obecnie na istniejącej linii prowadzony jest wyłącznie ruch towarowy,
- Linia nr 201 (należąca do Kopalni Piasku Szczakowa) (w pobliżu granicy z Piekarami Śląskimi, zlikwidowana),
- Łącznica kolejowa nr 871: Wanda – KWK Michał (łączyła zakłady Haldex i Fabud z powyższymi liniami, zlikwidowana).

W latach 1854–1857 zakończono budowę linii kolei wąskotorowej o prześwicie toru 785 mm z Bytomia Karbia przez Rozbark, Maciejkowice, Siemianowice do Szopienic i Bogucic.
Linia przebiegała przez Michałkowice od strony Maciejkowic nasypem kolejowym wzdłuż ogródków działkowych "Malwa", gdzie zlokalizowana była stacja węzłowa Bytków (4 tory stacyjne, 3 tory bocznicowe). Od stacji Bytków w stronę Siemianowic odgałęziały się dwa tory szlakowe, które przecinały ul. Oświęcimską w miejscu lokalizacji przejazdu kolejowo-drogowego kat. A. Lewy tor przebiegał między Zakładami Kotłomontaż a Parkiem Górnik w kierunku bocznic KWK "Michał" (czynna w latach 1901-1998) i "HALDEX" (czynna w latach 1963-1994). Prawy tor prowadził nasypem kolejowym wzdłuż ogródków działkowych "Szarotka" w stronę Siemianowic i dalej do Szopienic.
Od roku 1998 rozpoczyna się okres kursowania wąskotorowych pociągów turystycznych z Siemianowic Śląskich do Zabytkowej Kopalni Srebra i Skansenu Maszyn Parowych w Tarnowskich Górach oraz nad Zalew Nakło-Chechło w Miasteczku Śląskim. W tym celu zbudowano dwa perony dla pasażerów "Bytków" i "Siemianowice Śląskie Wąskotorowe". Pierwszy zlokalizowany był przy przejeździe kolejowo-drogowym przy ul. R. Traugutta i ul. Oświęcimskiej w Michałkowicach, drugi zaś przed bocznicą KWK Siemianowice Szyb Richter przy ul. Wieczorka.
W roku 2000 GKW zakupiły wagon motorowy MBd1-281, który obsługiwał planowe kursy pasażerskie pod nazwą Bytomka w relacji Siemianowice Śl. Wąsk.-Bytków-Maciejkowice-Bytom. Rok 2000 zapisał się w historii Michałkowic jako data uruchomienia pierwszego planowego pasażerskiego połączenia kolejowego z Michałkowic do Bytomia i Siemianowic Śląskich.
Wykaz bocznic Górnośląskich Kolei Wąskotorowych na terenie Michałkowic w latach 1854-1990:
- Kopalnia Węgla Kamiennego "Siemianowice" Ruch III (KWK "Michał") (od 1901),
- Polsko-Węgierska Górnicza Spółka Akcyjna "HALDEX" Zakład Michał (od 1963),
- Okręgowe Przedsiębiorstwo Energetyki Cieplnej Kotłownia "Bytków" (od 1960 do 1983),
- Kamieniołom Michałkowice (od 1890 do 1945).

### Miejski transport zbiorowy
Obecnie w Michałkowicach znajduje się 14 przystanków ZTM, przez które przebiega 22 linii: 5, 22, 30 30N, 43, 72, 74, 91, 96, 98, 110, 119, 133, 168, 170, 196, 222, 663, 664, 665 i 974, łączących dzielnicę z wszystkimi dzielnicami Siemianowic Śląskich, jak również z innymi głównymi miastami Górnośląsko-Zagłębiowskiej Metropolii.

## Edukacja
- Szkoły podstawowe
  - Szkoła Podstawowa nr 4 (Zespół Szkół nr 4)
  - Szkoła Podstawowa nr 13
  - Szkoła Podstawowa dla Dorosłych (ZSOiZ nr 2)
- Szkoły średnie
  - Zespół Szkół Ogólnokształcących i Zawodowych nr 2
    - Zasadnicza Szkoła Zawodowa nr 2
    - III Liceum Profilowane
    - IV Liceum Ogólnokształcące
    - Liceum Ogólnokształcące dla Dorosłych
    - Uzupełniające Liceum Ogólnokształcące dla Dorosłych

## Kultura i rekreacja
- Corocznie odbywa się na terenie parafii św. Michała Archanioła w Michałkowicach we wrześniu śląski festyn MichałFest.
- Na festynach, świętach i różnego rodzaju uroczystościach obchodzonych na terenie Michałkowic często artystycznie udziela się artysta Józef Skrzek
- Park Górnik z placem zabaw, Zameczkiem, stawem i trasami rowerowymi

### Obiekty sportowe

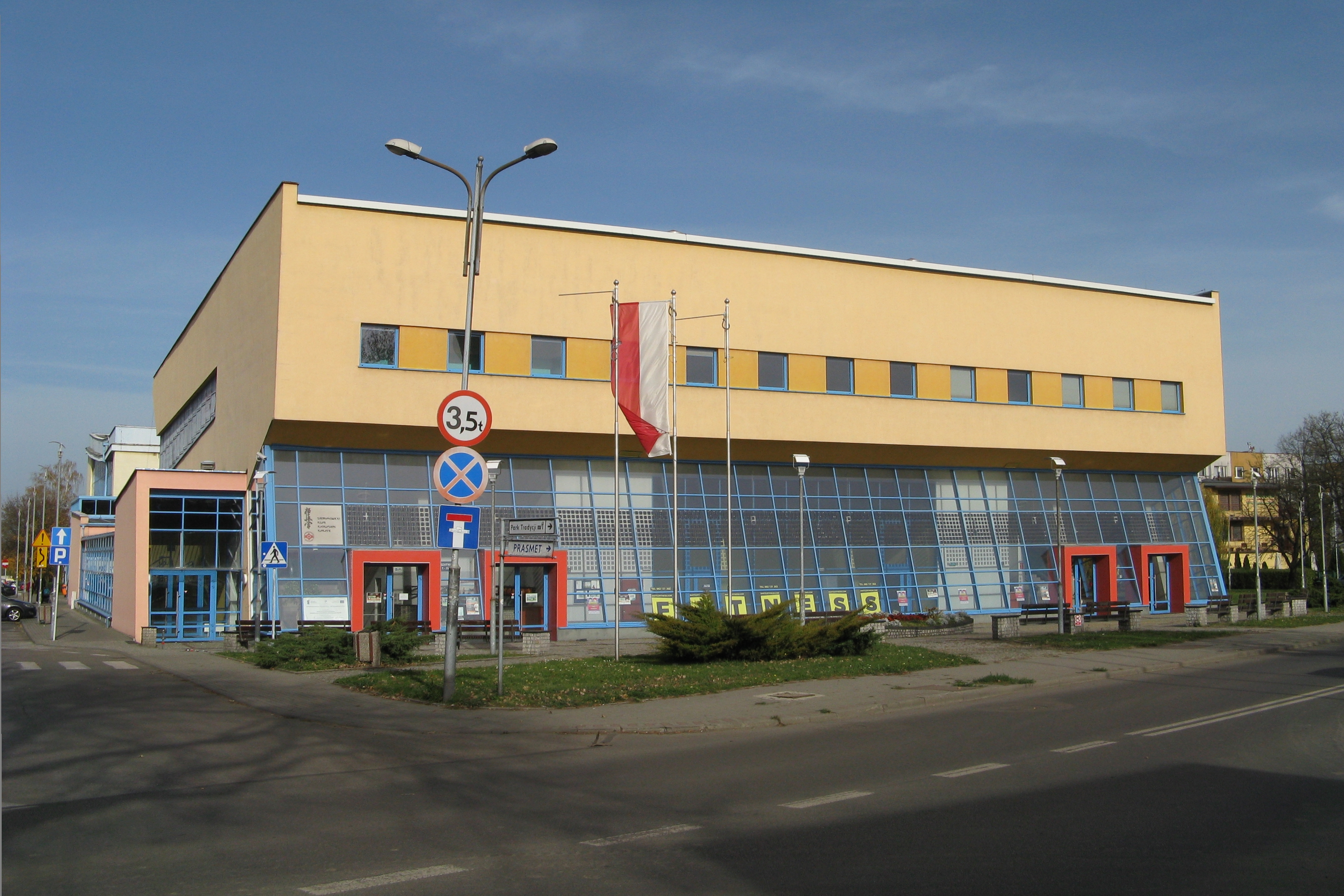
Hala kompleksu Sportowego Michał

- Kompleks Sportowy „Michał” – Hala Zborna wraz z wyremontowanym basenem który posiada 83 metrową zjeżdżalnię, saunę i jacuzzi

### Kluby sportowe
- Klub sportowy MKS Siemianowice Trampkarze rocznik 95 i inne.
- Klub futsalowy Futsal Club Siemianowice Śląskie.
- Klub UKS Mustangi Michałkowickie (hokej na trawie)
- Klub Sportowy MUKS Michałkowice (siatkówka)
- Klub Sportowy MKS "Start Michałkowice (Piłka ręczna)

## Michałkowiczanie
Artyści:
- Jan Skrzek – muzyk
- Józef Skrzek – kompozytor, muzyk, lider SBB

Ważne osobistości:
- Józef Skrzek „Gromek” – harcmistrz oficer rezerwy Wojska Polskiego
- Paweł Wójcik – harcmistrz oficer rezerwy Wojska Polskiego